# Sint Geertruid
Sint Geertruid (Limburgs: Se-Gietere) is een plaats in het zuiden van Nederlands Limburg. Vanaf 1828 tot 1982 was het een onderdeel van de gelijknamige zelfstandige gemeente. Sinds de gemeentelijke herindeling van 1 januari 1982 maakte het deel uit van de gemeente Margraten. Vanaf 1 januari 2011 is het een onderdeel van de gemeente Eijsden-Margraten.

## Geschiedenis
Het dorp Sint Geertruid is in de 11e eeuw gesticht vanuit de toenmalige heerlijkheid Breust (thans een buurtschap in Eijsden). Daarom werd Sint Geertruid ook wel Breust op den Berg genoemd. De plaats is vernoemd naar de heilige Gertrudis van Nijvel. Het dorp heeft, samen met zijn buurtschappen en gehuchten circa 1420 inwoners.
Tot 1222 kerkten de inwoners in Breust, wat op een aanzienlijke afstand gelegen was. Ze verzochten de prins-bisschop van Luik, Hugo II van Pierrepont om een eigen parochie te mogen stichten. Dit werd toegestaan en een romaans kerkje werd gebouwd, waarvoor vuursteenknollen werden toegepast en waarvan de resten nog in de huidige kerk te vinden zijn.

## Bezienswaardigheden

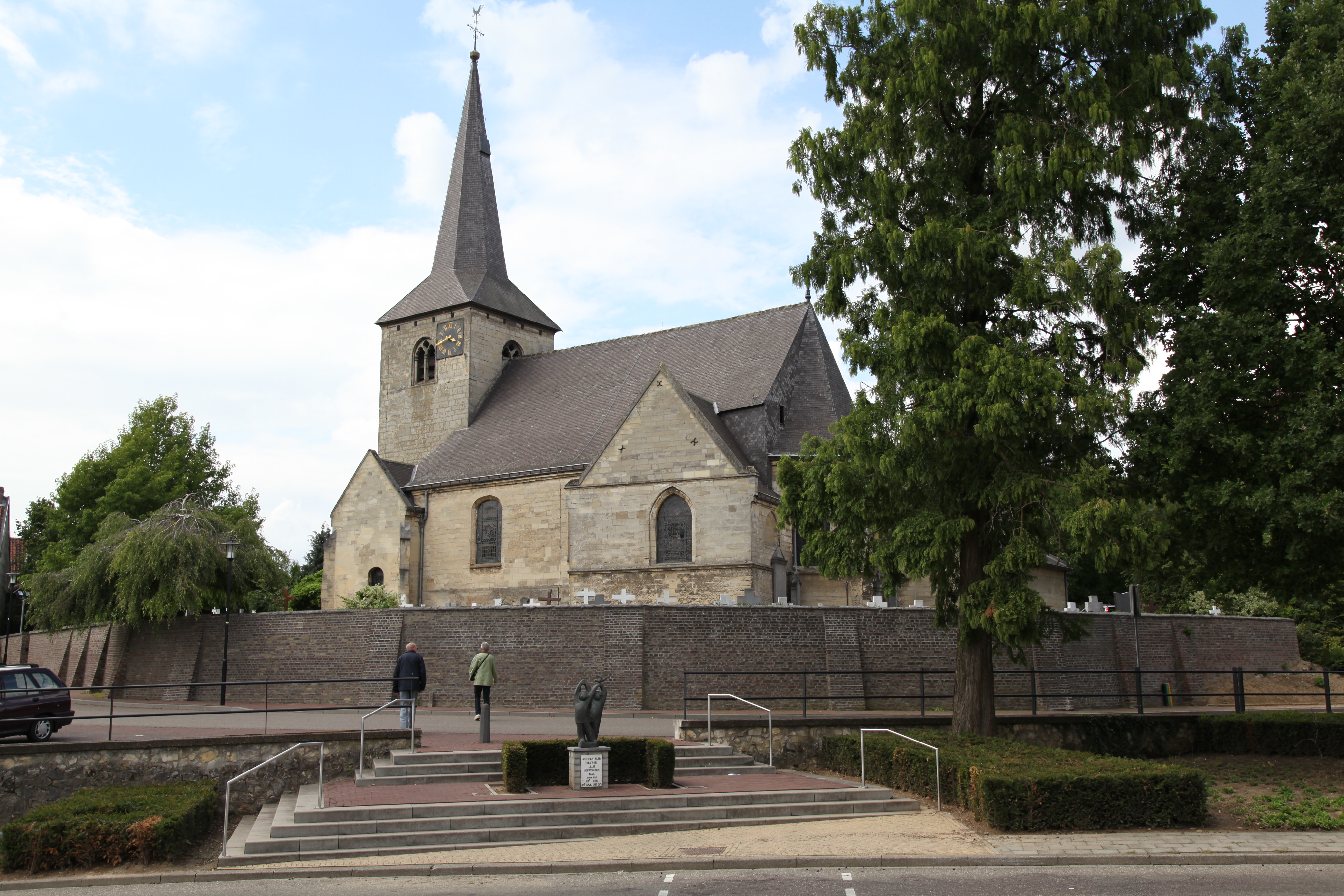
De kerk van St.Geertruid

- De dorpskern is in 1987 tot beschermd dorpsgezicht verklaard. Het middeleeuwse stratenpatroon is hier onveranderd gebleven.
- De Sint-Gertrudiskerk is een uit mergelsteen opgetrokken kerk.
- Het Steenen Huis uit de 15e eeuw.
- De Mariakapel in buurtschap Moerslag.
- De Mariagrot in buurtschap Herkenrade.
- Monument Old Hickory

## Natuur en landschap
Sint Geertruid ligt op ongeveer 138 m hoogte, op het Plateau van Margraten. Ten westen en zuiden van Sint Geertruid, daar waar dit plateau afdaalt in het Maasdal bevindt zich een hellingbos, het Savelsbos. Dit is niet alleen natuurhistorisch van groot belang, maar in het bos zijn bovendien de Henkeput en een vuursteenmijn gelegen die dateert uit ongeveer 5500 v.Chr.. In 2011 werden in de omgeving van Sint Geertruid vuurstenen gereedschappen van Neanderthalers gevonden die dateren uit het Middenpaleolithicum tussen 70.000 en 100.000 jaar geleden.
Het Plateau zelf bestaat voornamelijk uit agrarisch gebied. Ten zuidwesten van het dorp bevindt zich de Herkenradergrub met aldaar de voormalige Groeve Moerslag, een geologisch monument.

## Nabijgelegen kernen
Herkenrade, Eckelrade, Moerslag, Libeek, Bruisterbosch

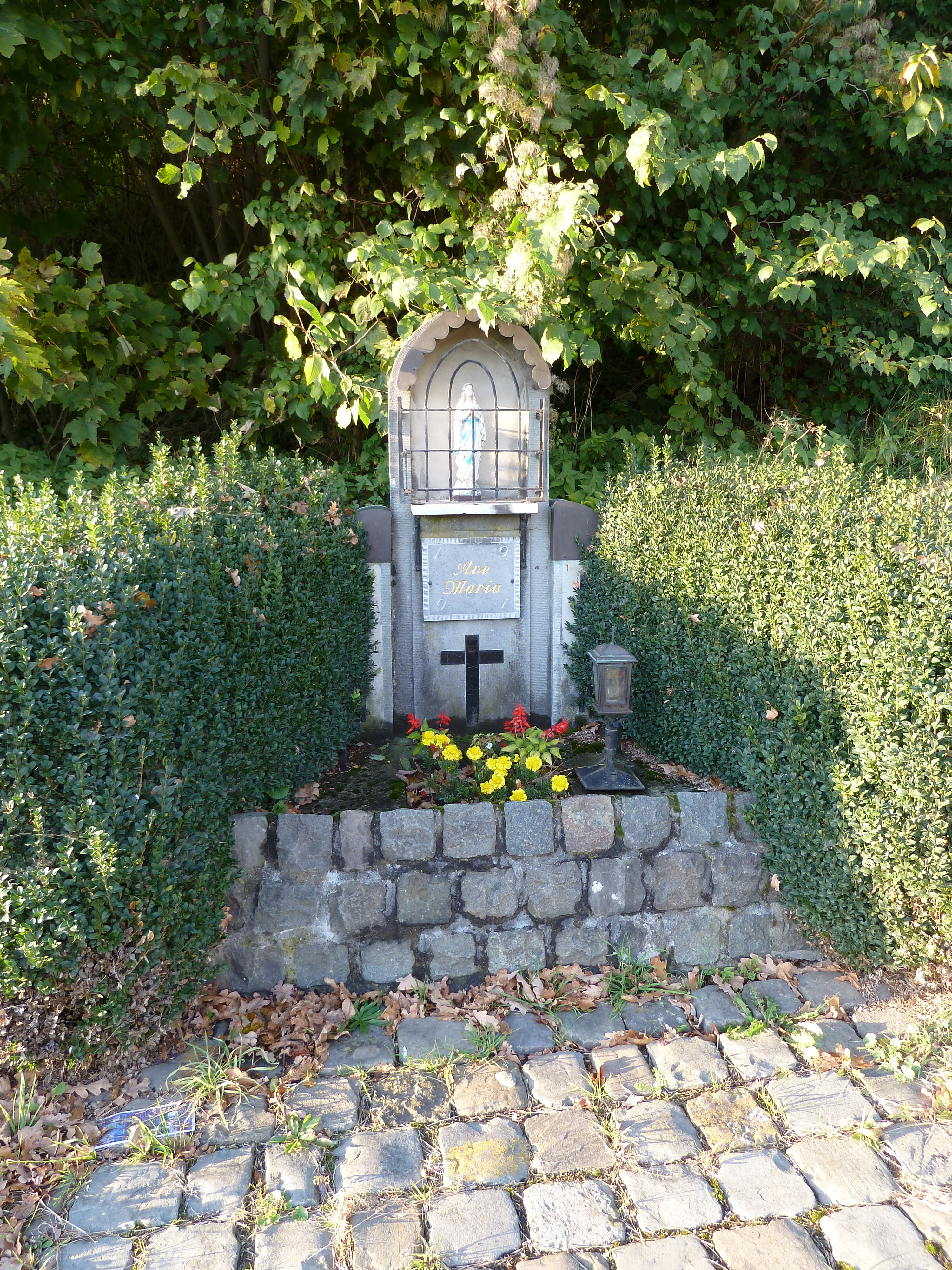
Wegkapelletje
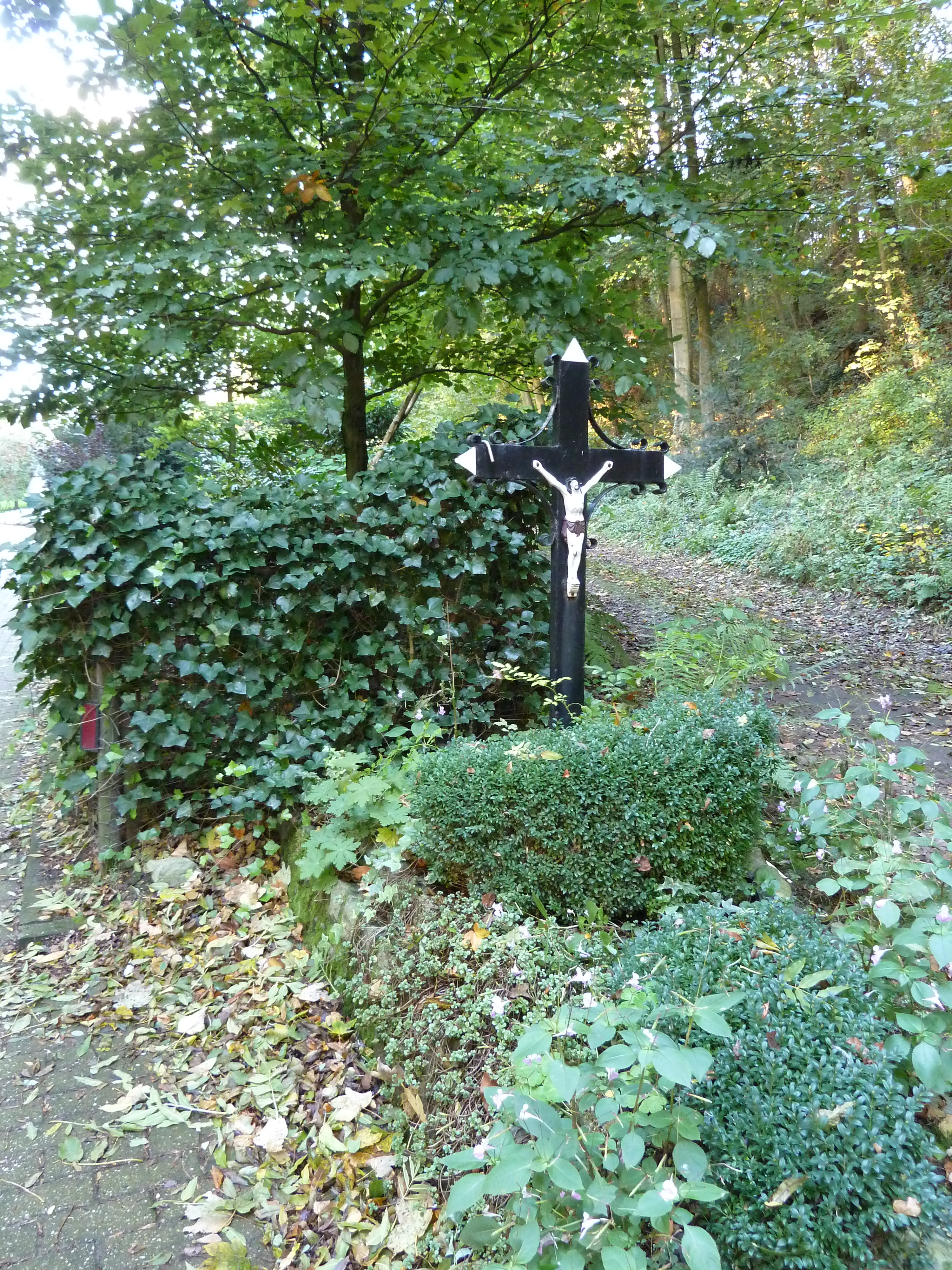
Wegkruis
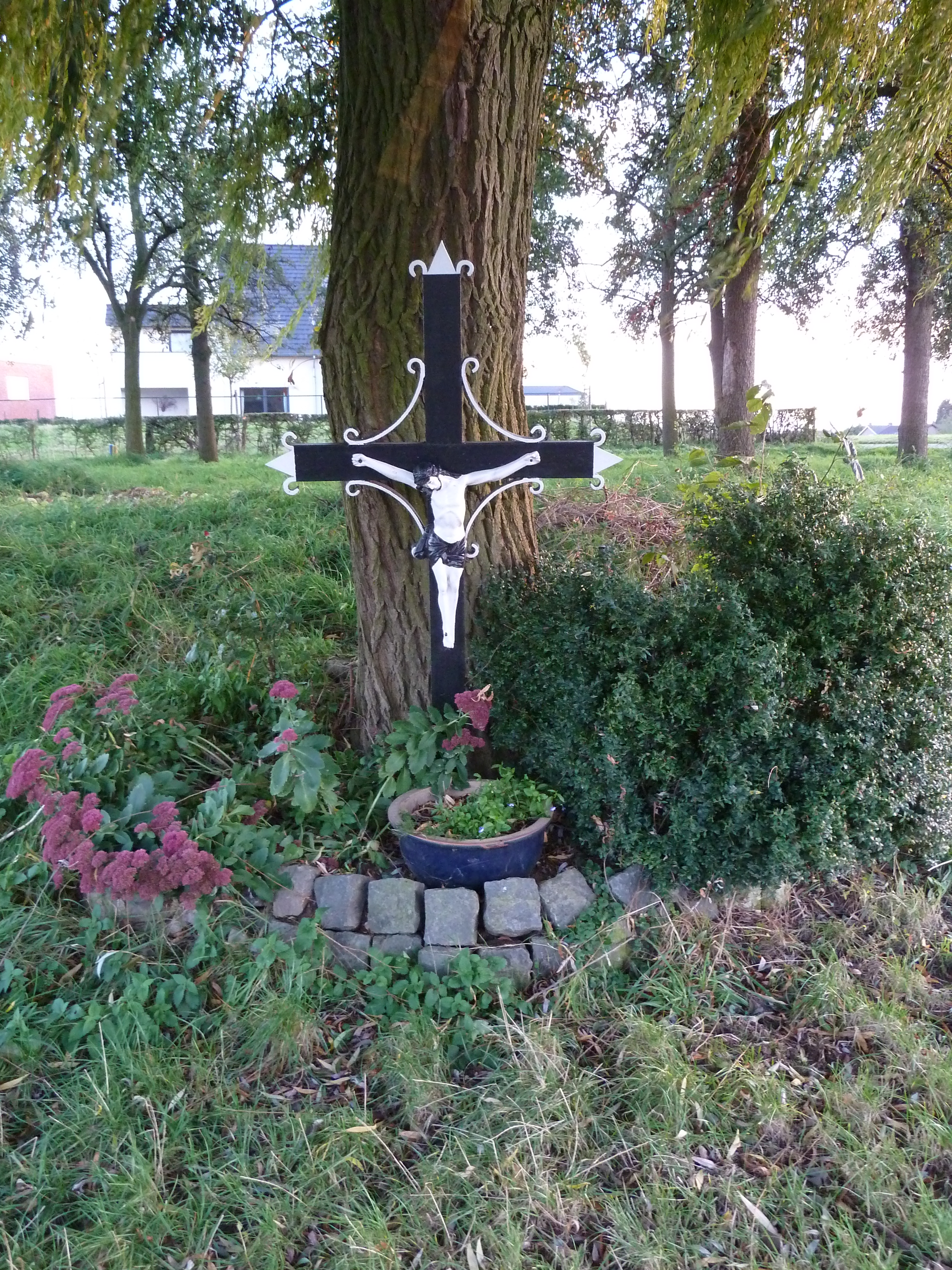
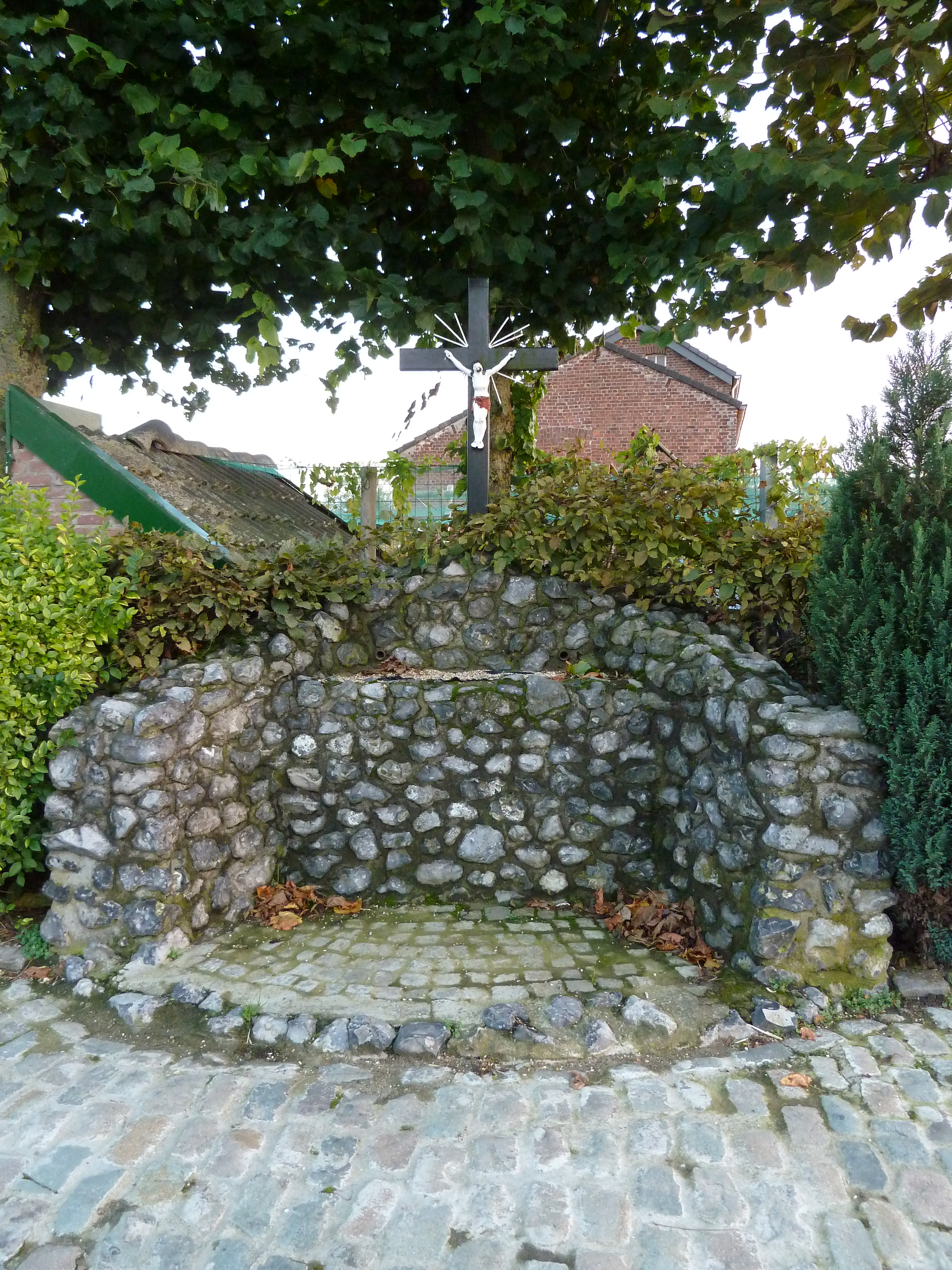

Dorpen: Banholt · Bemelen · Cadier en Keer · Eckelrade · Eijsden · Gronsveld · Margraten · Mariadorp · Mesch · Mheer · Noorbeek · Oost-Maarland · Rijckholt · Scheulder · Sint Geertruid

Gehuchten & Buurtschappen: Berg · Bergenhuizen · Breust · Bruisterbosch · Gasthuis · Groot Welsden · Herkenrade · Honthem · Hoogcruts · Hoog-Caestert · Klein Welsden · Laag-Caestert · Libeek · Moerslag · 't Rooth · Schey · Schilberg · Sint Antoniusbank · Terhorst · Terlinden · Termaar · Ulvend · Vroelen · Wesch · Withuis · Wolfshuis

Limburg: Steden en dorpen      Nederland: Provincies · Gemeenten